# سواهر عسيري
سواهر عائل عسيري، من مواليد 17 فبراير 1995، هي لاعبة كرة قدم سعودية، وتلعب بمركز الدفاع، انضمت سواهر لنادي الأهلي السعودي سنة 2022.